# 西村玲子
西村 玲子（にしむら れいこ、1942年9月27日 - 2021年1月24日）は、日本のイラストレーター、エッセイスト、ファッションコーディネーター。

## 人物・来歴
大阪府出身。24歳で上京、一男二女の母。1970年代からイラストレーターとして活動を開始。ペンと色鉛筆による優しいタッチの独特のイラストで人気を集めた。エッセイストとしても活躍し、新聞や雑誌などで連載を担当した。
2021年1月24日、肺腺がんのために死去。訃報は2ヶ月後の3月下旬に公表された。78歳没。

## 著書
- 『オレンジの絵本』(Fruits books)圭文社, 1979.2 「オレンジの生活絵本」(大和文庫) 1984.9
- 『ママバニィの楽しいおべんとう』圭文社, 1979.7 のち大和文庫
- 『楽天的に若々しく暮らすコツ 生き方にすてきな魔法をかける本』じゃこめてい出版, 1980.11 「楽天的ライフスタイルノート」(集英社文庫) 1990.3
- 『女の人生わくわくブック 楽天主義のすすめ』じゃこめてい出版, 1980.4 のち集英社文庫
- 『ロンロンママのこども料理教室』生活の絵本社, 1981.12
- 『上手な演出でステキになれる 1日を2倍に楽しむヒント』じゃこめてい出版, 1981.9  「1日を2倍に楽しむヒント」(集英社文庫) 1994.7
- 『手づくりアイデア・プレゼント』 (ファンファン文庫) まなせみちえ共著. 集英社, 1982.11
- 『魔女ふうママと子どもたち 子育て魔法のレッスン』鎌倉書房, 1982.11
- 『暮しの夢づくり ヒントと工夫のお楽しみブック』じゃこめてい出版, 1982.9 「夢づくり魔法ノート」集英社文庫) 1992.3
- 『くらしの色えんぴつ』東京書籍, 1983.1 のち集英社文庫
- 『秘密のおしゃれ絵本』(ポシェット・ブックス) バンダイ, 1983.4
- 『ママバニィの赤ちゃんと楽しくつきあう本』ダイワアート, 1984.11
- 『暮しのときめき図鑑』(集英社文庫) 1984.12
- 『ロンロンママの暮しのお楽しみブック』じゃこめてい出版, 1984.3
- 『ロンロンママのおしゃれのお楽しみブック』じゃこめてい出版, 1984.3
- 『西村玲子のステッチブック』(ヴォーグ・デザイナー・シリーズ) 日本ヴォーグ社, 1984.6
- 『くらしの色えんぴつ part 2』東京書籍, 1985.1 「くらしの色えんぴつ 優しい気分の12か月」 (集英社文庫) 1991.6
- 『西村玲子のおしゃれ絵ブック』鎌倉書房, 1985.11 のち角川文庫
- 『玲子さんのハッピーインテリアブック』CBS・ソニー出版, 1985.11
- 『ロンロンママの生活探険ブック』じゃこめてい出版, 1985.4
- 『玲子さんのわくわくファッション・トーク』集英社, 1985.4
- 『西村玲子のユーモアブティック』じゃこめてい出版, 1985.8
- 『ステキな女の子図鑑』(集英社文庫. Cobalt-series) 1986.12
- 『ロンロンママのファッション哲学ブック』じゃこめてい出版, 1986.4
- 『西村玲子のスイート・メモリーブック』鎌倉書房, 1986.7
- 『玲子さんのキッチンおしゃれノート』立風書房, 1987.1　のち講談社文庫
- 『くらしの色えんぴつ part 3』東京書籍, 1987.2
- 『玲子さんのきらめきライフ』講談社, 1987.2 のち文庫
- 『玲子さんのちょっと大人のおしゃれブック』主婦の友社, 1987.4　のち角川文庫
- 『ウーリー家のすてきなバースデー』(あすなろ書房新しい絵本シリーズ) 1987.4
- 『玲子さんのすてきなカード・ブック』白泉社, 1987.4
- 『西村玲子の娘とわたしのおしゃれごっこ』文化出版局, 1988.1　のち講談社文庫
- 『玲子さんのおしゃれノートA-Z』集英社, 1988.10
- 『玲子さんのメリークリスマスブック』CBS・ソニー出版, 1988.10 のち角川文庫
- 『玲子さんのシネマ・ファッション』講談社, 1988.11　「玲子さんのシネマの贈りもの」(講談社文庫) 1997.6
- 『玲子さんの東京物語』主婦の友社, 1988.3　のち講談社文庫
- 『ロンロンママの季節のおしゃれ』じゃこめてい出版, 1988.4
- 『玲子さんのファブリックおしゃれノート』立風書房, 1988.5 のち福武文庫
- 『玲子さんのキッチンおしゃれノート part 2』立風書房, 1989.10
- 『素敵に出会った』東京書籍, 1989.11
- 『西村玲子の楽しみマタニティライフ』文化出版局, 1989.4
- 『コットンドリーム 西村玲子の手作りの服』文化出版局, 1989.5
- 『玲子さんのクロゼット』1-2 角川書店, 1989-90　のち文庫
- 『旅で出会ったすてきな人 西村玲子のニット』文化出版局, 1989.9
- 『玲子さんの子ども服』鎌倉書房, 1990.4
- 『ペーパードリーム』白泉社, 1990.7
- 『玲子さんのアイデアマーケット』立風書房, 1990.7  のち福武文庫
- 『セーターの似合う人 西村玲子のメンズニット』文化出版局, 1990.9
- 『幸福についての40章』じゃこめてい出版, 1991.5
- 『色鉛筆の花たち』東京書籍, 1991.6
- 『玲子さんのブランド・シック』講談社, 1991.7
- 『西村玲子の夢物語』東京書籍, 1991.9
- 『カントリー・ニット 西村玲子.イギリスの旅』文化出版局, 1991.9
- 『花にウキウキ』PHP研究所, 1992.2 のち講談社文庫
- 『玲子さんの憧れ、未完成』立風書房, 1992.2 「玲子さんの季節の憧れリビングノート (福武文庫) 1996.10
- 『玲子さんのすてき発見旅』講談社, 1992.7 のち文庫
- 『西村玲子のぶきっちょパッチ』(別冊私の部屋. 今日から手づくり 婦人生活社, 1993.10
- 『玲子さんのきょうは、何を着ようか』主婦と生活社, 1993.12
- 『玲子さんの贈り物の本 プレゼントの選び方、素敵な贈り方から暮らしのおしゃれまで』三笠書房, 1993.2
- 『西村玲子の定番コーディネイトブック』角川書店, 1993.3
- 『玲子さんのおしゃれ上手生き方上手』海竜社, 1993.3 のち福武文庫
- 『玲子さんの新鮮おしゃれリメイク 手もちの服にアイデアをプラス、楽しく、賢く、簡単に!』ベストセラーズ, 1993.8  「玲子さんの簡単おしゃれリメイク」(福武文庫) 1996.11
- 『玲子さんのおしゃれセンス』講談社, 1993.9
- 『玲子さんの自分センスで暮らしたい』立風書房, 1994.10
- 『玲子さんの私の好きなもの』(講談社文庫) 1994.11
- 『クロゼットの中には憧れいっぱい 女らしく生活を楽しむ』PHP研究所, 1994.3
- 『玲子さんの快適インテリア空間』立風書房, 1994.3 「居心地のいい部屋づくり」 (幻冬舎文庫) 2000.6
- 『シンプルでやさしい服 西村玲子わたしの手づくりブック』日本ヴォーグ社, 1994.5
- 『玲子さんのおしゃれ自由自在 賢い着まわしのヒント』海竜社, 1994.6
- 『西村玲子のわくわくアンティーク』主婦の友社, 1995.11
- 『玲子さんのおしゃれ上手は子育て上手』海竜社, 1995.4
- 『玲子さんの好きなものに出会う旅』講談社, 1995.4
- 『プロヴァンスとパッチワークと 西村玲子わたしの手づくりブック』日本ヴォーグ社, 1995.6
- 『大人のおしゃれキャリアノート』徳間書店, 1995.8
- 『ロンロンママのいつだっておしゃれ』東宛社, 1995.8
- 『花とともに夢みてばかり』佼成出版社, 1996.11
- 『玲子さんのおしゃれ感覚 春・夏・秋・冬』(講談社文庫) 1996.12
- 『玲子さんのおしゃれカラーレッスン』立風書房, 1996.3
- 『玲子さんのおしゃれ素敵発見 自分らしい着こなしセンスアップ』海竜社, 1996.4
- 『玲子さんのおしゃれ自由自在 賢い着まわしのヒント』(福武文庫) 1997.1
- 『玲子さんのお手本にしたい、あの人のおしゃれ』主婦と生活社, 1997.4
- 『ちょっと憧れ、こんな暮らし方 想いが叶う!暮らしのひらめき50章』講談社, 1997.5
- 『玲子さんのきょうは、何を着ようか』(Today books) 主婦と生活社, 1997.7
- 『玲子さんの暮らし洗練術』海竜社, 1997.9
- 『玲子さんの花育て花暮らし』海竜社, 1998.3
- 『四十代からの素敵を提案 西村玲子のおしゃれはわくわく』文化出版局, 1998.3
- 『玲子さんのおいしいテーブル』立風書房, 1998.5
- 『布が織りなす暮らし』日本放送出版協会, 1998.6
- 『玲子さんの毎日がとっておき 暮らしを彩る12+1のヒント』清流出版, 1999.10 「玲子さんの暮らしのうきうきおしゃれのわくわく」(知的生きかた文庫) 三笠書房, 2004.1
- 『玲子さんの歩いた街、訪れたお店』主婦と生活社, 1999.12
- 『玲子さんのリフォームでシンプルに暮らしたい』立風書房, 1999.12
- 『玲子さんの365日私の定番』(講談社文庫) 1999.2
- 『玲子さんの一日をていねいに暮らしたい』立風書房, 1999.3　のち幻冬舎文庫
- 『四十代からの暮らし考える (西村玲子のおしゃれはわくわく 2) 』文化出版局, 1999.9
- 『玲子さんのおしゃれコレクション』立風書房, 2000.10
- 『西村玲子のビーズアクセサリー私スタイル』主婦の友社, 2000.6
- 『おしゃれのセンスは街ゆく人から』立風書房, 2000.7
- 『これからも私の暮らし (西村玲子のおしゃれはわくわく 3)』文化出版局, 2001.12
- 『玲子さんの私だけの手づくりアイデア』立風書房, 2001.6
- 『玲子さんのときめき365日 暮らしを彩る13のヒント』清流出版, 2001.9
- 『玲子さんのわたしサイズの暮らしの楽しみ』青春出版社, 2002.3
- 『旅のように暮らしたい。』 (講談社文庫) 2002.8
- 『西村玲子の50歳からのおしゃれ生活 いくつになっても素敵のヒミツ』大和出版, 2002.9[3]
- 『おしゃれの賞味期限』世界文化社, 2003.10 「おしゃれな暮らし」中経の文庫 2014.1
- 『玲子流おしゃれテクニック 素敵にスカーフ・マフラー・ストール』(PHPエル新書) 2003.11
- 『玲子さんの好きなものに出合う旅』(講談社文庫) 2003.2
- 『映画を観ながらあれこれ思う』文化出版局, 2003.3
- 『玲子さんのラクラク手作り教室』 (講談社文庫) 2003.8
- 『思い出をカタチにするヒント』(天然生活ブックス) 地球丸, 2004.10
- 『コラージュな午後 大人時間のすごし方』ランダムハウス講談社, 2004.11
- 『西村玲子の暮らしのメイクアップ』文化出版局, 2004.2
- 『おしゃれな旅じたく』世界文化社, 2004.5
- 『おしゃれの曲がり角』世界文化社, 2005.3
- 『黒猫ひじき』ポプラ社, 2006.3
- 『西村玲子の素敵な"リ"ライフ』実業之日本社, 2006.4
- 『おしゃれの基本帖』世界文化社, 2006.4
- 『自分らしく生きるおしゃれのレシピ』PHP研究所, 2007.11
- 『おしゃれの適齢期』世界文化社, 2008.3
- 『西村玲子のいつだって着こなし上手』朝日新聞出版, 2009.12
- 『おしゃれ上手に年を重ねて』海竜社, 2012.5
- 『玲子さんの大人のおしゃれ生活』海竜社, 2013.11
- 『ずっと!おしゃれ上手』メディアファクトリー, 2013.9
- 『よそおい手帖』毎日新聞社, 2014.11
- 『もっと素敵に、美しく』KADOKAWA, 2014.12
- 『西村玲子のていねいだけど軽やかな暮らし』いきいき出版局, 2014.7
- 『おしゃれは楽しくいつも好きな服で』KADOKAWA, 2015.5
- 『本当に大切なものだけで生きてゆく』KADOKAWA, 2016.5
- 『玲子さんのおしゃれクロゼット』ポプラ社, 2016.7
- 『いつも、おしゃれで。』毎日新聞出版, 2017.6
- 『玲子さんのシニアというエレガンス』海竜社, 2017.7
- 『玲子さんののんびり老い支度』主婦の友社, 2018.7
- 『西村玲子の絵と手とことば REIKO'S CREATION from 1970』誠文堂新光社, 2019.10
- 『玲子さんの心地いい時間』 (TJ MOOK) 宝島社, 2019.9